# Nilobezzia stictonota
Nilobezzia stictonota är en tvåvingeart som beskrevs av Jean-Jacques Kieffer 1911. Nilobezzia stictonota ingår i släktet Nilobezzia och familjen svidknott. Inga underarter finns listade i Catalogue of Life.